# Otchaïanny (destroyer)
L'Otchaïanny est un destroyer de la classe Sovremenny en service dans la marine soviétique puis russe jusqu'en 1998.

## Historique
L'Otchaïanny est construit le 1er mars 1977, lancé le 29 mars 1980 par le chantier naval Zhdanov de Léningrad et mis en service le 30 septembre 1982.
Le 4 janvier 1994, la réparation du navire est interrompue, avant d'être remorqué jusqu'à Severomorsk en novembre 1994.
Le 1er mai 1998, il est transféré dans la 43e division de navires lance-missiles. Le 12 septembre 1998, le destroyer est retiré des listes de la marine.
Le 10 janvier 1999, il est amarré au SRZ-82 (Rosliakovo), puis mis au rebut en 2003.